# 邹钟琳
邹钟琳（1897年9月12日—1983年7月23日），男，江苏无锡人，中国农业昆虫学家、昆虫生态学家，曾任中国农学会副理事长，第五届全国政协委员。
邹钟琳女儿邹东明，女婿盛彤笙为中国著名的兽医学家。